# Phyllachora vernoniae
Phyllachora vernoniae är en svampart som beskrevs av Bat. & J.L. Bezerra 1964. Phyllachora vernoniae ingår i släktet Phyllachora och familjen Phyllachoraceae.   Inga underarter finns listade i Catalogue of Life.